# 卡蜜拉 (小说)
《卡蜜拉》是由爱尔兰作家乔瑟夫·勒芬纽创作于1871-72年的一部吸血妖怪题材哥特小说，也是早期吸血鬼作品的名作之一，与布莱姆·斯托克所著的《德古拉》齐名。故事带有惊悚和女同性恋倾向元素，讲述化名为“卡蜜拉”的女性吸血怪与一名年轻女子的关系。本作品衍伸出了诸多戏剧及影视改编作品。

## 主要情节
作者勒芬纽先引入了一名从事神秘现象调查的人物海赛柳斯医生（Dr. Hesselius），然后以“海赛柳斯医生案例集”之一的形式讲述这个故事。时间发生在19世纪中期，地点在奥地利的州郡施蒂里亚。在当地频繁传出有容貌好的女孩，会突然日渐衰弱致死的事件。当地的「斯庇尔斯朵」将军的侄女「贝尔塔·林费尔德」也是受害者，他确信该悲剧是因前不久进入将军府的少女蜜卡拉造成。之后将军在冯登保男爵的帮助下，找到了为何当地的吸血鬼。
主人公劳拉是一名居住在景色优美的偏远城堡的青少女，該城堡位于奥匈帝国的施泰尔马克州，其主人是劳拉的父亲，母亲则已过世。劳拉小时候曾梦见有一位美丽的来访者进入她的房间。12年后，劳拉的父亲收到一位朋友的来信，说其本来打算来这座城堡的侄女贝萨·莱茵菲德（Bertha Rheinfeldt）因为突发神秘意外而死，但这位姓史皮尔多夫（Spielsdorf）的军官朋友暂时不愿过多提起其侄女的死亡细节；而劳拉因为错失了一位本来可以相互认识的新朋友而感到失落。
不久后，劳拉家门外的经过一辆马车，车上有一位与劳拉同龄的少女，自称名叫“卡蜜拉”（Carmilla），她与劳拉刚一见面很快就认出对方在自己年少时的“梦”中出现过。卡蜜拉看起来在一场马车车祸中受伤了，而她神秘的母亲则对劳拉的父亲说自己有要事要办，不能带上因受伤而行动不便的女儿卡蜜拉，希望劳拉一家能够临时收留卡蜜拉3个月。劳拉的父亲答应收留卡蜜拉，卡蜜拉的母亲临走时还告诫女儿不要向别人透露任何有关自己来历和家族历史的信息。卡蜜拉和劳拉很快就成为挚友，卡蜜拉甚至想与劳拉进一步发展親暱的关系，但是卡蜜拉拒不透露任何私人信息，而且偶尔也会表现出喜怒无常的一面。卡蜜拉的奇怪之处还包括从不参加家庭祷告、白天很能睡以及夜晚爱梦游。
与此同时，附近突然开始频繁发生年轻女子因怪病而死的事情。劳拉在参加其中一场葬礼时被卡蜜拉愤怒地抱怨了一通，理由是卡蜜拉觉得劳拉所唱的赞歌（hymn）很刺耳。不久，一艘船载来了劳拉一家的祖传物品，劳拉从物品中发现了一幅其祖先的画，画像上的卡恩斯坦女伯爵蜜卡拉（Mircalla, Countess Karnstein）虽死于1698年，但与卡蜜拉长得惊人地一致，连脖子上的痣都一模一样；卡蜜拉说自己可能是卡恩斯坦家族的不知名后裔。劳拉则夜晚噩梦不断，梦到有像猫一样的野兽闯入自己的睡房，并叮咬自己的胸口，牠能化作女性人形，穿透房门而去。劳拉的健康状况每况愈下，父亲找来医生为其诊断；医生发现了劳拉的胸口有叮咬的印记，然后只是私下询问劳拉的父亲是否疏于照料女儿。
其父随后用马车载着劳拉出行，来到3英里外的卡恩斯坦村废墟。他们出行前留下口信，让还在睡觉的卡蜜拉在睡醒后过来找他们。他们在路上巧遇了史皮尔多夫将军，这位将军说自己的侄女死前也有相似的征兆，并且也结识过一个自称“蜜拉卡”（Millarca）的神秘年轻留宿女子。在咨询过一位特别的牧师后，史皮尔多夫意识到侄女贝萨是被吸血妖怪缠上了。他带着剑，埋伏在侄女的房间裡，随后与出现的怪物交战；怪物化作蜜卡拉的形态全身而退，而患病的贝萨则在日出前離奇暴毙。
他们到达卡恩斯坦后向一位木匠打听到蜜卡拉之墓的位置，后巧遇卡蜜拉。将军揭穿出现的这个卡蜜拉就是怪物蜜拉卡，而且都是蜜卡拉夫人通过置换字序而起的化名。愤怒的卡蜜拉击败了同样愤怒的将军，然后消失不见了。另有一位降妖勇士的后裔兼吸血怪物专家佛德堡（Vordenburg）男爵也加入了他们的阵营，他根据祖先的记载，找到了蜜卡拉的墓穴，发现墓中的蜜卡拉竟然还有生命迹象，然后彻底解决掉了蜜卡拉：她的心臟被刺穿、腦袋被砍下，最后被挫骨扬灰。劳拉的父亲随后带着女儿外出游玩了一整年，但是仍未能完全治愈她的创伤。

## 角色
卡蜜拉
全名「卡蜜拉·卡恩斯坦」（Carmilla Karnstein），本名「蜜卡拉」（Millarca），为“卡蜜拉”（Carmilla）的字母改变排序。其曾经是因内乱而断绝香火的领主之女，本身的肖像画印有1698年的字样。虽然传闻他死了上百年，但将军打开保存在卡恩斯坦家礼拜堂的棺材时，却发现蜜卡拉的容貌和生前无异，棺材底部还积有血迹。「蜜卡拉」会用包括「卡蜜拉」等不同假名进行活动，她会和不明的共犯一起与附近贵族交流，让子女寄生于贵族人家。伯爵夫人在看上哪家少女的时候，会给该少女性喜悦，然后吸取血液作为交换，好维持永生。
贝尔塔·林费尔德
「斯庇尔斯朵」将军的侄女
斯庇尔斯朵
当地名士。
冯登保
摩拉维亚贵族男爵，吸血鬼研究家。据其说法，因为先有因做过坏事而自杀变成吸血鬼的，后来卡蜜拉伯爵夫人遇袭，伯爵夫人才成为吸血鬼。

## 灵感来源

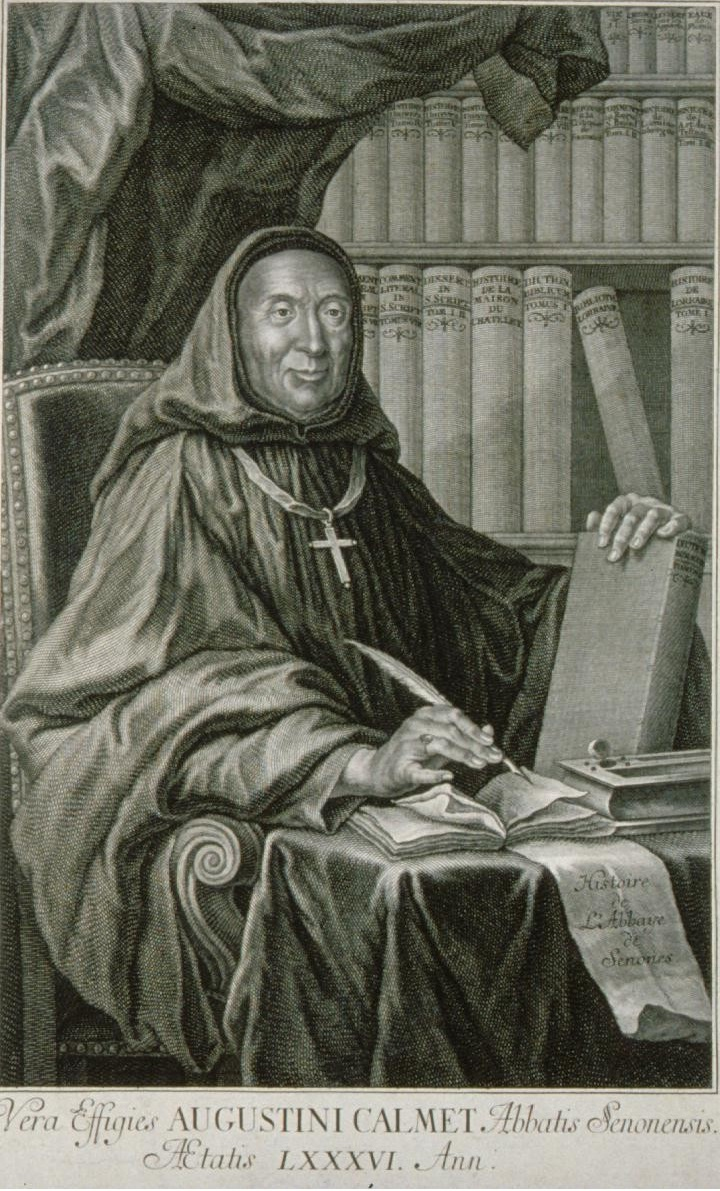
多姆·凯尔麦（Dom Calmet）。

评论者们对这部作品的灵感来源感兴趣。其中之一是一篇由多姆·奥古斯丁·凯尔麦（Dom Augustin Calmet）写于1751年的论述魔法、吸血妖人及幽灵显现的论文《幽灵显现和吸血妖人或源自匈牙利或摩拉维亚之还魂者之特征》（法語：Traité sur les apparitions des esprits et sur les vampires ou les revenants de Hongrie, de Moravie, &c.）。其证据是凯麦尔报告称，从一位牧师那里打听到有一座小镇在3年前曾被吸血妖人侵扰。牧师曾前往该镇，向多位居民调查和收集信息。牧师得知当地的吸血妖怪是在夜间从墓地中爬出的，它们折磨了许多当地居民，还缠着许多睡在床上的居民。一位不知名的匈牙利旅行者在此期间来到镇上后，帮助当地居民在墓地设置陷阱，并将怪物斩首处理，守护了小镇。这个故事后由勒芬纽转述和改编，成为《卡蜜拉》中第13章的情节。
根据马修·吉布森（Matthew Gibson）的说法，萨宾·古尔德写于1863年的《狼人之书》（The Book of Were-wolves）及古尔德对血腥贵族巴托里·伊丽莎白的描述、塞缪尔·柯勒律治的《科瑞丝贝尔》（Christabel, 1797年出版第1部分及1800年出版第2部分）以及巴兹尔· 霍尔的《海因菲德大屋；或在下施蒂利亚的一冬》（Schloss Hainfeld; or a Winter in Lower Styria, 1836年出版于伦敦和爱丁堡）也都为《卡蜜拉》提供了来源。霍尔的描写为施蒂利亚背景提供了诸多材料，尤其对简·安妮·克兰斯通（Jane Anne Cranstoun）的描写为卡蜜拉和劳拉都提供了人物模板。

## 出版
《卡蜜拉》从1871年年末至1872年上半年连载于文学杂志《暗蓝》（The Dark Blue），后收录于勒芬纽自己1872年的短篇故事集《在暗色玻璃杯中》（In a Glass Darkly）。前后2版的插图内容很不一样。伊萨贝尔·玛赞提（Isabella Mazzanti）重绘了本书的2014年纪念版，改版由Editions Soleil出品，并由盖·吉哈（Gaid Girard）译为法文。

## 流行文化

### 电影
(按时间顺序列举)
- 1932年，丹麦导演卡尔·德莱叶将其较为松散地改编为电影《吸血妖怪》（丹麥語：Vampyr），但是删去了其中所有的女同性恋倾向情节。[11]片中还加入了勒芬纽笔下的另一人物阿兰·格雷（Allan Gray）。
- 1960年，法国导演罗杰·瓦迪姆出品的《致死之乐（英语：Blood and Roses）》（Et mourir de plaisir）取材自《卡蜜拉》，并被誉为吸血怪题材的佳作。瓦丁认真探讨了卡蜜拉选择受害者时的同性恋情结，并夸奖了摄影师克劳德·荷诺瓦（英语：Claude Renoir）。该电影的美国版大量删减了其中的同性恋色情情节。梅尔·弗尔（英语：Mel Ferrer）也有参演。
- 1963年，克里斯托弗·李主演了意大利电影《吸血怪坟墓》（La cripta e l'incubo）。片中劳拉一角由安德里娅·安倍西（Adriana Ambesi）饰演，她在剧中害怕被自己祖先的幽灵附体。
- 1970年，英国锤影制片（英语：Hammer Film Productions）出品了一部相当忠实于原作的改编作品《吸血鬼情人（英语：The Vampire Lovers）》。由有“恐怖片女王”之称的英格丽德·皮特（英语：Ingrid Pitt）领衔主演，麦德琳·斯密斯（英语：Madeline Smith）饰演其受害者兼人类情人，锤影制片的邪典电影专业户彼得·库欣也在其中登场。该片也是卡恩斯坦三部曲（英语：Karnstein Trilogy）的首作。

### 戏剧
- 1970年，出现了一部室内戏剧（英语：chamber opera）《卡蜜拉：吸血妖传说》（Carmilla: A Vampire Tale）。本·约翰斯通（Ben Johnston）负责音乐创作，威尔佛德·利池（Wilford Leach）负责剧本。剧中劳拉和卡蜜拉一起坐在沙发上，轮流以歌唱的方式复述故事发展。[12]

### 网剧
- 2014年，YouTube出品了由娜塔莎·尼格瓦里斯（英语：Natasha Negovanlis）和艾丽斯·鲍曼（英语：Elise Bauman）主演的网络剧《卡蜜拉（英语：Carmilla (series)）》。该剧是一部喜剧，人设移动到现代社会，尼格瓦里斯饰演的卡蜜拉和鲍曼饰演的劳拉都成了学生。剧中的劳拉在前任室友神秘失踪后，便与卡蜜拉成了新室友。2017年，该剧推出了同名电影。

### 遊戲
- 在2015年手機遊戲Fate/Grand Order中以Assassin的職階登場，寶具為「幻想的鐵處女」。

### 动画
- 玻璃假面劇中劇 吸血鬼卡蜜拉
- 咯咯咯的鬼太郎第六部
- 遊戲王GX七星中第二位出場的 吸血鬼卡蜜拉